# Sericophylla nivalis
Sericophylla nivalis là một loài bướm đêm trong họ Crambidae. Chúng là loài duy nhất trong chi Sericophylla, thường đượng tìm thấy ở vùng Queensland.